# امرأة عزباء (مسرحية)
امرأة عزباء (بالإنجليزية:  A single woman)‏ هي مسرحية مستوحاة من حياة جانيت رانكين، أول امرأة في الكونغرس الأمريكي. صيغت لأول مرة كعرض امرأة واحدة من قبل المدير الفني المؤسس لشركة نيفادا شكسبير، جانماري سيمبسون، وتطور إلى «عمل أداء ثنائي» عندما عرض لأول مرة في مركز أوت بارك للفنون في فالون، نيفادا في 7 فبراير 2004.
بعد ذلك، توالت المسرحية على الصعيد الدولي مع مئات الحركات الشعبية بما في ذلك فترة 4 أسابيع في مشروع الثقافة اوف- برودواي في صيف عام 2005.
انتهت المسرحية في مسرح انفيزيبيل في توكسون، أريزونا في 5 نوفمبر 2006.

## الممثلين
بالإضافة إلى كونه فنانا مسرحيا، فإن سيمبسون، مؤلف وممثل الدور الرئيسي، يعتبر ناشط من أجل السلام. العديد من عروض المسرحية كانت لجمع التبرعات للفروع الفردية والمكتب الوطني للرابطة النسائية الدولية من أجل السلام والحرية (WILPF)، بالإضافة إلى مئات من منظمات السلام والعدالة الأخرى بما في ذلك الكنيسة الميثودية المتحدة والعدالة الاجتماعية والوزارات العالمية، اليهودية من أجل السلام، تنظيم الأسرة، الاتحاد الأمريكي للحريات المدنية، المحاربون من أجل السلام، لجنة خدمة الأصدقاء الأمريكية وغيرها الكثير. كما أنتج مشروع مسرح تينيسي النسائي امرأة عزباء كإنتاج افتتاحي.
كاميرون كرين ، الذي ابتكر دور «كل رجل» في المسرحية ، أدار أيضا الإنتاج الذي عبر الولايات المتحدة. وجه سمبسون الإنتاج في الأدوار في نيويورك ، في البداية مع كلوديا شنايدر ومؤلف العمل الموسيقي المقتبس من البؤساء، المخضرم نيل ماير. في منتصف الطريق، دخل سيمبسون وأكمل الجولة بدور رانكين.

## الروابط الخارجية
- Sacramento News and Review Hudson Review
- Sacramento News and Review Feature 1
- Reno News and Review Feature
- Reno News and Review Jesch Review
- Interview for PR Log